# 성춘향 (드라마)
《성춘향》은 1974년 4월 1일부터 1974년 5월 24일까지 방영된 문화방송 일일연속극이다.
이 드라마는 엽서를 받아 시청자가 뽑은 주인공을 선정하는 방식으로 양정화와 하명중이 각각 성춘향과 이몽룡으로 선정되었다.

## 등장 인물
- 양정화 : 춘향 역
- 하명중 : 이도령 역
- 윤소정 : 향단 역
- 오현경 : 방자 역
- 정애란 : 월매 역

## 참고 사항
- 고두심이 해당 드라마의 오디션에 참가했었으나, 한복 맵시가 나지 않아 고배를 마셨다.[3]